# 白毛柳 (台灣)
白毛柳（學名：Salix fulvopubescens var. tagawana）又名田川氏柳、花蓮柳、東部柳，为杨柳科柳属褐毛柳的變種，是台灣的特有植物。分布于台灣本島，生长于海拔2,800米至3,000米的地区，常生长在山坡，目前尚未由人工引种栽培。